# Čtvrtý jezdec apokalypsy (Hvězdná brána)
Čtvrtý jezdec apokalypsy je 10. a 11. epizoda 9. řady sci-fi seriálu Hvězdná brána.

## Část první
Plukovník Barnes a poručík Fisher se vrací z planety, která je ovládána Ori. Samanta Carterová s Dr. Leem se pokouší vytvořit zařízení, které emituje záření rušící nadpřirozené schopnosti Převorů.
Geraka navštíví na Dakaře Převor. Gerak mu řekne, že četl Knihu Počátku a zjistil, že Oriové jsou bohové, které hledal. Slibuje, že přesvědčí všechny Jaffy, aby uctívali Orie jako bohy. Gerak poté prezentuje svoji víru v nejvyšší radě a několik členů rady zaujal. Teal'c a Bra'tac jsou zásadně proti Gerakově vizi.
Zjišťuje se, že poručík Fisher je přenašečem Orijského moru, který se náhle objevil v SGC. Mor se šíří mimo základnu. Celé Spojené státy jsou v karanténě.
Zatímco Carterová stále pracuje na protipřevorském zařízení, objevuje se mladý chlapec. Je to Orlin, Antik, který se vrátil, aby odhalil záměry Oriů. Říká, že Oriové své stoupence nepovznesou. Namísto toho čerpají sílu z jejich víry. Orlin chce zabránit Oriům, aby získali vládu nad galaxií. Proto se vrátil v podobě chlapce, aby pomohl Carterové najít vakcínu proti převorskému moru. Orlin pracuje na vakcíně, avšak zjišťuje, že začíná ztrácet vzpomínky. Orlin říká, že bude potřebovat krev Převora, který infikoval Zemi. Zařízení Carterové a Leeho je dokončeno. Plukovník Mitchell a Dr. Jackson si ho berou a vydají se zajmout Převora.
Převor opět navštěvuje Geraka na Dakaře a bere jej na Celestis, aby se setkal s Docim. Zde je přeměněn na Převora vrací se silnější než, kdy byl.

## Část druhá
Gerak, nyní jako Převor, se pokouší přesvědčit nejvyšší radu Jaffů, aby následovali Orie. Teal'c s Bra'tacem plánují povstání proti Gerakovi na Chulaku.
Plukovník Mitchell a jeho tým připravují únos Převora na planetě Sodanů. Lord Haikon, zjišťuje, že víra v Orie, byla chyba. Převor jim nařídil zničit malou skupinu farmářů, která odmítla následovat Orie a objevili další civilizaci, která byla celá zničena morem, když odmítla Orie. Sodané slibují, že pomůžou SG-1 chytit Převora, použitím zařízení Dr. Leeho a Carterové. Když Převor přichází, SG-1 a SG-22 obklíčí vesnici a Dr. Jackson hledá frekvenci zařízení, při které ztratí Převor svoji moc. Když se to podaří, Mitchell omráčí Převora zat'nik'atelem a odebere mu vzorek krve, který potřebuje Orlin k dokončení vakcíny.
Teal'c se pokouší zastavit Geraka s flotilou Jaffů, kteří nechtějí věřit v Orie. Když Gerak přilétá s obrovskou flotilou, oba se transportují na Chulak, kde Teal'c přesvědčuje Geraka, aby přestal věřit v Orie.
Generál Hank Landry navštíví planetu se zajatým Převorem. Přichází spolu s Orlinem, který odhaluje Převorovi skutečné záměry Oriů. Převor Orlinovi nevěří a cituje pasáže z Knihy Počátku. Najednou se Převor pokusí chytit Landryho pomocí své telekinetické síly a Mitchel Převora zastřelí. Landry je však infikován převorským morem.
Na Zemi přichází branou Teal'c a Gerak. Gerak použije svou převorskou sílu a vyléčí morovou nákazu v SGC, avšak ihned poté zmizí v ohnivých plamenech. Dr. Lamová je schopna z vyléčených lidí izolovat protilátky a vytvořit vakcínu podle Orlinova návodu. Epidemie moru je na Zemi zastavena. Orlin ztrácí všechny své vzpomínky a končí v ústavu pro postižené.